# M1 (lahki tank)
Lahki tank M1 je bil ameriški tank med obema svetovnima vojnama.

## Opis
Tank je imel motor postavljen spredaj in kupolo zadaj. Prostor za voznika je bil neposredno pod kupolo. V uporabi se ni ohranil dolgo. Oborožen je bil s topom kalibra 37 mm in s puškomitraljezom kalibra 7,62 mm. Standardiziran je bil 24. januarja 1928. Projekt je bil preklican 30. marca 1928.